# Манусела
Манусе́ла (индон. Taman Nasional Manusela) — национальный парк в Индонезии, расположен на острове Серам. Парк включает прибрежные леса, лесные болота, низменности и горные леса. Наивысшая точка — гора Биная высотой 3027 метров. Площадь — 1890 км2. Манусела отличается высокой степенью эндемичности птиц.
В парке находится 4 деревни: Манусела, Иллена Марайна, Селумена и Канике. В местном языке «манусела» означает «птица свободы».

## Флора и фауна
В парке произрастает авиценния (Avicennia), Dryobalanops, пандан (Pandanus), Alstonia scholaris, индийский миндаль (Terminalia catappa), Shorea selanica, Octomeles sumatrana, Bruguiera sexangula, кайюпутовое дерево (Melaleuca leucadendra), Pometia pinnata, Rhizophora acuminata и множество видов орхидей (Orchidaceae).
В Манузеле обитает 117 видов птиц, 14 из них являются эндемиками, в том числе благородный зелёно-красный попугай (Eclectus roratus), пурпурношапочный широкохвостый лори (Lorius domicella), молуккский какаду (Cacatua moluccensis), священная альциона (Todiramphus sanctus), амбоинский королевский попугай (Alisterus amboinensis), какопийская белоглазка (Tephrozosterops stalkeri) и другие.

## Угрозы и охрана
В 1972 году 2 участка в центральной части острова Серам были назначены в качестве природных заповедников: Вае Нуа площадью 20 000 га и Вае Муал (17 500 га). После исследований, проведённых в 1978 году, было внесено предложение объединить оба участка в единый. Национальный парк Манусела был создан в 1997 году, на площади 1890 км2, что составляет 11% от площади острова.
Основные угрозы связаны с обезлесиванием, которые вызывается незаконными вырубками. Другая угроза — незаконная торговля птицами, особенно молуккскими какаду. Эта птица сейчас находится под серьёзной угрозой вследствие охоты и разрушения мест обитания, и парк остаётся единой областью, охраняемой в её ареале.